# Калниньш, Янис
Янис Калниньш (латыш. Jānis Kalniņš; 3 ноября 1904 — 30 ноября 2000) — латвийский и канадский дирижёр, композитор и органист XX века.

## Биография
Янис Калниньш родился в 1904 году в Пярну в семье композитора Алфреда Калниньша. В первой половине 1920-х годов брал уроки композиции у Язепса Витолса и дирижировал оркестром Латвийской консерватории, затем учился в Зальцбурге у Эриха Клейбера и в Берлине у Германа Абендрота и Лео Блеха.
С 1923 по 1933 год Янис Калниньш дирижировал в Латвийском национальном театре, с 1933 по 1944 год в Латвийской национальной опере. Помимо этого, выступал в качестве приглашённого дирижёра в Швеции (в Королевской опере), Польше и Германии.
С 1948 года Калниньш проживал в Канаде. В течение 40 лет выполнял обязанности органиста-хормейстера в церкви Св. Павла во Фредериктоне (с 1991 года почётный органист). С 1951 по 1971 год дирижировал Публичным оркестром Фредериктона и преподавал в местном педагогическом колледже. Кроме этого, с 1962 по 1968 год он возглавлял Симфонический оркестр Нью-Брансуика. Калныньш также дирижировал на фестивалях латвийской музыки, проходивших в разные годы в Северной Америке.
Янис Калниньш скончался в 2000 году во Фредериктоне. Похоронен в Риге на Лесном кладбище. В июле 2001 года в его память был дан концерт в рамках Праздника латвийской песни и танца.

## Творчество
Интерес Яниса Калниньша к латвийскому фольклору был привит ему в юности Эмилем Мелнгайлисом. После переезда в Канаду к нему добавился интерес к канадским культурным традициям, что нашло отражение в его творчестве. Будучи органистом-хормейстером, Калниньш получил возможность писать музыку для органа, оркестра и хора. Наиболее удачны его работы для органа, в полной мере использующие возможности инструмента и отражающие виртуозное мастерство самого автора.

### Основные работы
Оперы
- «Чудесная птица Лолиты» (1934)
- «Гамлет» (1935)
- «В огне» (1936)

Балеты
- «Соловей и роза» (1938)
- «Осень» (1938)

Оркестровая музыка
- «Два латышских крестьянских танца» (1936)
- 4 симфонии (1939—44, 1953, 1973, 1977)
- Концерт фа-диез мажор для скрипки с оркестром (1946)
- «Музыка для струнного оркестра» (1965)
- Нью-Брансуикская рапсодия (1967)
- Симфоническая поэма (1982)
- Концерт для фортепиано и камерного оркестра (1984)
- «Долгая ночь» (без даты)

Камерная музыка
- Соната для гобоя и фортепиано (1963)
- «Две пастушеских песни» для голоса, гобоя и фортепиано (1963)
- Трио для скрипки, альта и виолончели (1979)
- Соната № 2 для органа (1981)
- «Три прелюдии для органа» (1983)
- Фортепианный квинтет (1987)

Вокальные произведения
- Кантата «Скудельница» (англ. The Potter's Field, без даты)
- Latvijai (слова Э. Райстерса, 1976)
- Нью-Брансуикский песенный цикл (1984)
- Кантата Trimdinieku Vakardziesma (1988)
- Реквием ми минор (1991)

## Награды и звания
Кавалер ордена Трёх звезд (1936, Латвия) и ордена Вазы (Швеция). В 1981 году он стал почетным доктором музыки университета Маунт-Эллисон (Саквилл, Нью-Брансуик), а в 1984 году был удостоен Премии Нью-Брансуика за заслуги в сфере искусства.